# Proklosz konstantinápolyi pátriárka
Szent Proklosz (ógörögül: Πρόκλος, latinul: Proclus), (390/395 körül – 446. július 24.) konstantinápolyi pátriárka 434-től haláláig.

## Élete és művei
Proklosz valószínűleg Konstantinápolyban született, és a hagyomány szerint Aranyszájú Szent János tanítványa volt. Alapos szónoklattani képzettséggel rendelkezett már, amikor Attikosz pátriárka 18 évesen diakónussá, majd pappá szentelte. 434-ben választották meg a főváros püspökének. 438. január 27-én ő temette el ünnepélyes keretek között a száműzött Aranyszájú Szent János maradványait Konstantinápolyban, de ő helyezte nyugalomra a szebasztei 40 vértanú ereklyéit is.
12 évnyi kormányzás után, 446-ban hunyt el. Életéről fennmaradt beszédei, levelei, teológiai tanulmányai (PG, 65) és Szókratész Szkholasztikosz Egyháztörténete számol be. Az ortodox egyház szentként tiszteli, és ünnepét november 20. napján üli meg. A Római Martyrologiumba Caesar Baronius (1538–1607) vette fel Proklosz nevét október 24-re.

## Legendák életéből
- Proklosz 437. január 6-án – Ifjabb Szent Melánia kérésére – megkeresztelte halálos ágyán Róma egykori prefektusát és császári követet, Volusianust. Az így szól unokahúgához: „Ha Rómának volna Prokloszhoz hasonló három embere, a Városban nem lenne több pogány.”[1]
- 437 szeptemberében erős földrengések rázták meg a várost. A pátriárka a néppel együtt nyilvános imádkozásba kezdett, melynek hatására elmúlt a természeti katasztrófa veszélye.[1]